# Praça Sennaya

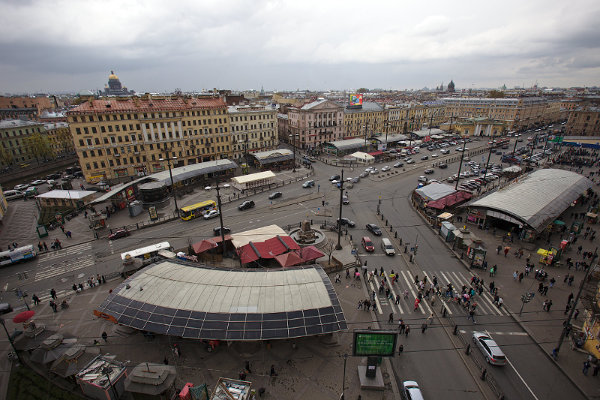
A praça vista de cima.

A Praça Sennaya (em russo: Сeннáя Площадь), conhecida como Praça da Paz entre 1963 e 1991, é uma praça no centro de São Petersburgo, na Rússia, localizada no cruzamento da Rua Sadovaya, Moskovsky Prospekt e Faixa Grivtsova.
A praça foi construída em 1737 como um mercado onde feno, lenha e gado eram vendidos. Foi construído sob a extensão da Rua Sadovaya, e cresceu rapidamente, tornando-se o mercado mais barato e o mais ativo em São Petersburgo. O Mercado de Feno era um lugar onde comerciantes e fazendeiros podiam negociar. Foi ali que os malfeitores eram açoitados diante de uma grande multidão de pessoas.
Em 1753, a Igreja Assunção da Mãe de Deus foi construída em um suntuoso estilo barroco. No meio da praça existe uma antiga casa de guarda. A praça foi um local com os tumultos de cólera de 1831. O distrito circundante era conhecida por suas favelas infames, que forneceram o cenário para o romance Crime e Castigo de Dostoiévski.
Em 1961 a igreja foi derrubada para fazer uma nova estação de metrô. Seu lugar é agora marcado por uma capela. Havia também a "Coluna da Paz" de 17,5 metros de altura, um presente da França ao tricentenário de São Petersburgo, mas foi desmontada durante a onda de calor de 2010. A coluna incluia a palavra "paz", escrita em 49 línguas.
A praça tem três estações de metrô; Sennaya Ploschchad, Sadovaya e Spasskaya. Há também uma estação de ônibus e vans. A praça costumava ter o transporte regular de bondes até 2010, um fragmento dos trilhos do bonde foram preservados como uma marca histórica.